# Ayuntamiento de Lovaina

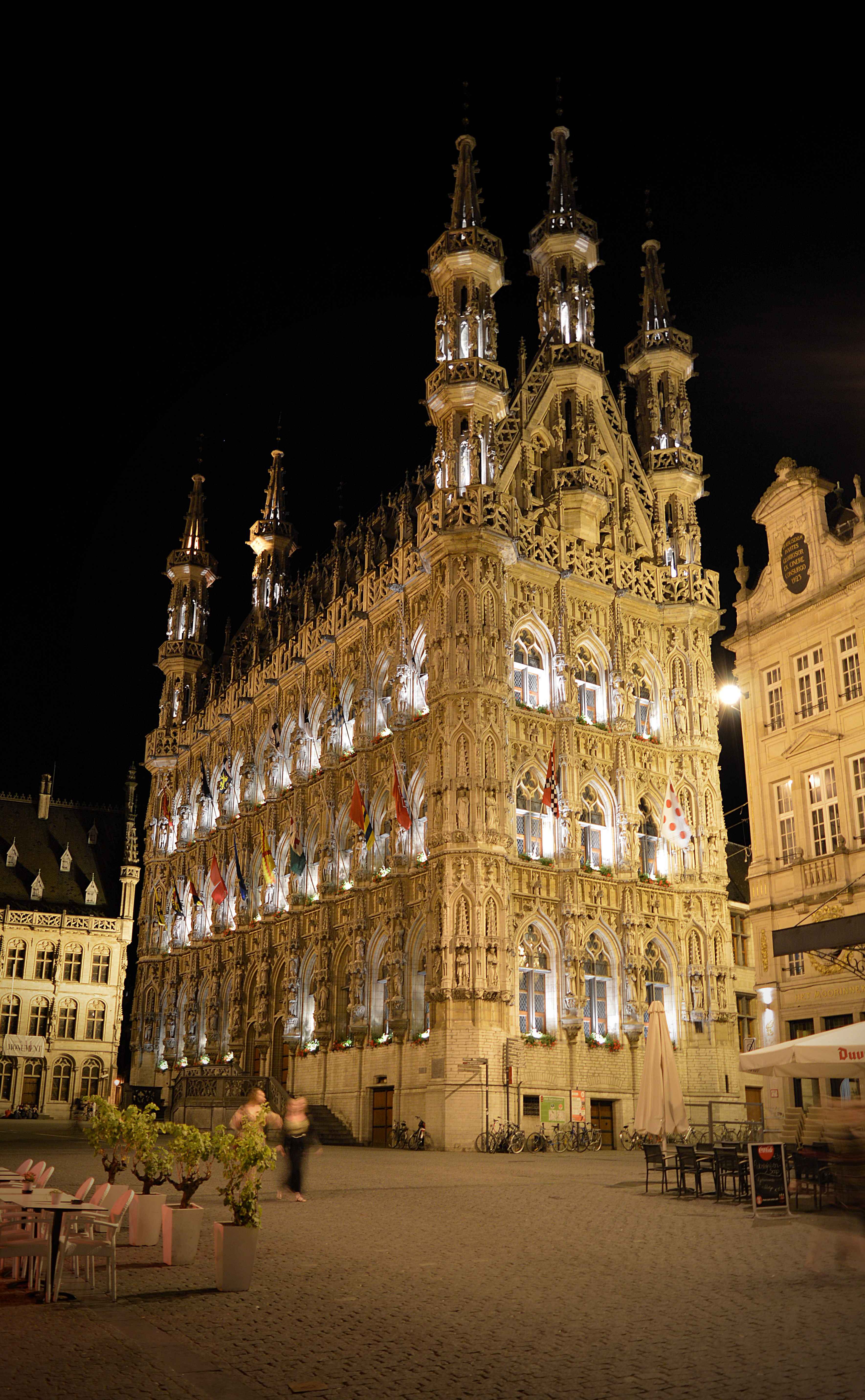
Ayuntamiento de Lovaina en la noche.

El Ayuntamiento de Lovaina, Bélgica, (neerlandés: Stadhuis) es un edificio histórico que se levanta en la Grote Markt (Plaza Principal), frente a la monumental Iglesia de San Pedro. Fue construido en estilo gótico brabantino tardío, entre 1439 y 1469, con una arquitectura ornamentada.
El Ayuntamiento presenta el aspecto de un relicario arquitectónico, con una fachada de tres pisos, revestidas con ventanas góticas en las tres caras visibles desde el Grote Markt. Por encima se levanta un tejado empinado tachonado con cuatro niveles de buhardillas. En los ángulos del tejado se levantan seis torreones octogonales rematados por pináculos calados que permiten el paso de la luz.
Por toda la fachada se distribuyen multitud de estatuas en nichos con doselo. Las ménsulas que soportan las estatuas están talladas con escenas de la Biblia. Si bien los nichos y repisas se construyeron con el conjunto del edificio, las 236 estatuas datan de 1850. Los situados en la primera planta representan a personajes de importancia en la historia de la ciudad, los de la segunda representan a los santos patrones y figuras simbólicas y los de la tercera, a los condes de Lovaina y duques de Brabante de diversas épocas.
La fachada principal tiene una escalinata a la entrada, y dos portales en el centro, encima de los cuales se encuentran las figuras de San Pedro a la izquierda y la Virgen con el Niño a la derecha.
El interior alberga una interesante colección de obras de arte, incluyendo esculturas de Constantin Meunier y Lambeaux Jef. En el interior también se pueden ver los retratos de los alcaldes de Lovaina desde 1794.

## Historia del edificio
El edificio conocido hoy como el Ayuntamiento fue la Huys Voirste de un complejo de edificios municipales cuya construcción se inició en 1439 en el lugar de un antiguo edificio municipal. Su primer arquitecto, Sulpicio Van Vorst, murió poco después del inicio de las alas traseras del complejo y fue reemplazado con éxito por Jan Keldermans II, cuya muerte en 1445 puso fin a la primera etapa de la construcción. El proyecto se reanudó en 1448 bajo la dirección de Matheus de Layens. La primera piedra de la Voirste Huys fue colocada el 28 de marzo de ese año. Los sótanos de algunas de las casas demolidas se incorporaron en la nueva construcción y a los que se puede acceder actualmente a través de una pequeña puerta en el lado izquierdo del Ayuntamiento. Los planes iniciales, influenciados por el ayuntamiento de Bruselas, incluían una torre campanario en una de las esquinas. Este proyecto fue modificado por De Layens, dando lugar a la disposición simétrica de las torretas que observamos hoy. La mampostería exterior y el tejado se terminaron en 1460, y en 1469 el edificio quedó completado.
En el siglo XIX, el ayuntamiento fue restaurado. Durante la Primera Guerra Mundial, el edificio quedó en pie en medio de la devastación a la que fue sometida Lovaina, escapando solo con daños de menor consideración. En la Segunda Guerra Mundial, un bombardeo causó aún más daños, debiendo esperar hasta 1983 antes de que las reparaciones fueron completadas.